# PL/SQL
PL/SQL(피엘에스큐엘)은 상용 관계형 데이터베이스 시스템인 오라클 DBMS에서 SQL 언어를 확장하기 위해 사용하는 컴퓨터 프로그래밍 언어 중 하나이다. PL/SQL은 오라클 데이터베이스의 경우 버전 7부터, 타임스텐 인메모리 데이터베이스의 경우 버전 11.2.1부터, IBM DB2의 경우 버전 9.7부터 사용할 수 있다.

## 특징
주로 자료 내부에서 SQL 명령문만으로 처리하기에는 복잡한 자료의 저장이나 프로시저와 트리거 등을 작성하는 데 쓰인다. PL/SQL의 구조는 에이다 프로그래밍 언어를 본떠 만들어졌다고 알려졌다. 따라서 두 언어는 그 구조가 범용 언어인 파스칼의 구문과 비슷하다. 범용 언어인 C와 C++ 그리고 파스칼 및 포트란 등의 프로그래밍 언어와는 다른 점으로 범용 언어들이 컴퓨터 시스템에서 특정한 작업을 처리하기 위해 만들어진 언어라고 볼 때 PL/SQL은 단지 오라클의 관계형 데이터베이스 (RDBMS)에서만 사용된다는 점이다.
PL/SQL 외에도 각 관계형 데이터베이스마다 확장 언어들이 있다. 이러한 확장 언어의 대표적인 예로 마이크로소프트의 마이크로소프트 SQL 서버와 SybaseASE에는 트랜잭트 SQL(Transact SQ; TSQL)이 있고 PostgreSQL에는 PL/pgSQL 마지막으로 IBM DB2는 ISO SQL의 SQL/PSM 표준을 따르는 SQL Procedural를 포함한다.

## PL/SQL 프로그램 단위
PL/SQL 프로그램 단위는 다음 중 하나이다:
- PL/SQL 익명 블록
- 함수
- 프로시저
- 패키지
  - 패키지 사양
  - 패키지 바디
- 트리거

## 자료형
PL/SQL의 주요 자료형은 NUMBER, CHAR, VARCHAR2, DATE, TIMESTAMP가 있다.

### 수치 변수
```
variable_name
 
number
([
P
,
 
S
])
 
:
=
 
0
;

```

### 문자 변수
```
variable_name
 
varchar2
(
20
)
 
:
=
 
'Text'
;

```

### 날짜 변수
```
variable_name
 
date
 
:
=
 
to_date
(
'01-01-2005 14:20:23'
,
 
'DD-MM-YYYY hh24:mi:ss'
);

```

### 예외
코드 실행 중의 오류인 예외는 두 종류가 있다: 사용자 정의 예외, 미리 정의된 예외.
```
RAISE
 
<
exception
 
name
>
;

```

### 특정 열을 위한 자료형
Variable_name Table_name.Column_name%type;
이 문법은 참조 테이블 상의 참조 컬럼의 종류의 변수를 정의한다:
```
type data_type is record (field_1 type_1 := xyz, field_2 type_2 := xyz, ..., field_n type_n := xyz);
```

예를 들어 다음과 같다:
```
declare

    
type
 
t_address
 
is
  
record
 
(

        
name
 
address
.
name
%
type
,

        
street
 
address
.
street
%
type
,

        
street_number
 
address
.
street_number
%
type
,

        
postcode
 
address
.
postcode
%
type
);

    
v_address
 
t_address
;

begin

    
select
 
name
,
 
street
,
 
street_number
,
 
postcode
 
into
 
v_address
 
from
 
address
 
where
 
rownum
 
=
 
1
;

end
;

```

## 조건문
다음의 코드 부분은 IF-THEN-ELSIF 구조이다.
```
IF
 
x
 
=
 
1
 
THEN

   
sequence_of_statements_1
;

ELSIF
 
x
 
=
 
2
 
THEN

   
sequence_of_statements_2
;

ELSIF
 
x
 
=
 
3
 
THEN

   
sequence_of_statements_3
;

ELSIF
 
x
 
=
 
4
 
THEN

   
sequence_of_statements_4
;

ELSIF
 
x
 
=
 
5
 
THEN

   
sequence_of_statements_5
;

ELSE

   
sequence_of_statements_N
;

END
 
IF
;

```

CASE 문을 사용하면 일부 커다란 IF-THEN-ELSE 구조를 단순하게 만들 수 있다.
```
CASE

   
WHEN
 
x
 
=
 
1
 
THEN
 
sequence_of_statements_1
;

   
WHEN
 
x
 
=
 
2
 
THEN
 
sequence_of_statements_2
;

   
WHEN
 
x
 
=
 
3
 
THEN
 
sequence_of_statements_3
;

   
WHEN
 
x
 
=
 
4
 
THEN
 
sequence_of_statements_4
;

   
WHEN
 
x
 
=
 
5
 
THEN
 
sequence_of_statements_5
;

   
ELSE
 
sequence_of_statements_N
;

END
 
CASE
;

```

CASE 문은 미리 정의된 선택자와 함께 사용할 수 있다:
```
CASE
 
x

   
WHEN
 
1
 
THEN
 
sequence_of_statements_1
;

   
WHEN
 
2
 
THEN
 
sequence_of_statements_2
;

   
WHEN
 
3
 
THEN
 
sequence_of_statements_3
;

   
WHEN
 
4
 
THEN
 
sequence_of_statements_4
;

   
WHEN
 
5
 
THEN
 
sequence_of_statements_5
;

   
ELSE
 
sequence_of_statements_N
;

END
 
CASE
;

```

## 배열 처리
PL/SQL은 배열을 "컬렉션"(collection)으로 부른다. 이 언어는 세 가지 종류의 컬렉션을 제공한다:
1. 연관 배열
2. 내재된 테이블(nested table)
3. 배열 (변수 크기의 배열)

## 커서
커서는 DML 문(INSERT, UPDATE, DELETE 또는 MERGE)이나 SELECT 문으로부터의 정보가 저장된 사유(private) SQL 영역의 포인터이자 매커니즘이다.

## 루프

### LOOP 문
```
<<parent_loop>>

LOOP

	
statements

	
<<child_loop>>

	
loop

		
statements

		
exit
 
parent_loop
 
when
 
<
condition
>
;
 
-- Terminates both loops

		
exit
 
when
 
<
condition
>
;
 
-- Returns control to parent_loop

	
end
 
loop
 
child_loop
;

        
if
 
<
condition
>
 
then

           
continue
;
 
-- continue to next iteration

        
end
 
if
;

	
exit
 
when
 
<
condition
>
;

END
 
LOOP
 
parent_loop
;

```

### FOR 루프
```
declare

    
var
 
number
;

begin

     
/*N.B. for loop variables in pl/sql are new declarations, with scope only inside the loop */

     
for
 
var
 
in
 
0
 
..
 
10
 
loop

          
dbms_output
.
put_line
(
var
);

     
end
 
loop
;

     
if
 
(
var
 
is
 
null
)
 
then

          
dbms_output
.
put_line
(
'var is null'
);

     
else

          
dbms_output
.
put_line
(
'var is not null'
);

     
end
 
if
;

end
;

```

결과:
```
 0
 1
 2
 3
 4
 5
 6
 7
 8
 9
 10
 var is null
```

### 커서 FOR 루프
```
FOR
 
RecordIndex
 
IN
 
(
SELECT
 
person_code
 
FROM
 
people_table
)

LOOP

  
DBMS_OUTPUT
.
PUT_LINE
(
RecordIndex
.
person_code
);

END
 
LOOP
;

```

## 예제
다음은 PL/SQL로 구현한 오라클 저장 프로시저의 예이다.
```
CREATE
 
OR
 
REPLACE
 
PROCEDURE
 
helloworld
 
(
str
 
IN
 
VARCHAR2
)

  
AS

     
hw
 
VARCHAR2
 
(
100
)
 
:
 
=
 
'Hello World!'
;

  
BEGIN

     
DBMS_OUTPUT
.
 
PUT_LINE
 
(
 
'Hello World!'
);

     
DBMS_OUTPUT
.
 
PUT_LINE
 
(
 
'VARIABLE hw ='
|
 
|
 
hw
);

     
DBMS_OUTPUT
.
 
PUT_LINE
 
(
 
'Parameter str ='
|
 
|
 
str
);

  
END
;

  
/

```

## 같이 보기
- SQL
- T-SQL
- SQL/PSM
- 오라클 DBMS
- 관계형 데이터베이스